# Jan Michał Narbutt
Jan Michał Narbutt herbu Trąby – sędzia ziemski lidzki w latach 1670-1673, pisarz ziemski lidzki w latach 1667-1670, pisarz grodzki lidzki w latach 1666-1667.
Poseł sejmiku lidzkiego na sejm zwyczajny 1688 roku.